# Quadricalcarifera palladina
Quadricalcarifera palladina är en fjärilsart som beskrevs av William Schaus 1928. Quadricalcarifera palladina ingår i släktet Quadricalcarifera och familjen tandspinnare. Inga underarter finns listade.